# Canon Rock
《Canon Rock》是一首由台灣吉他手張逸帆（網路暱稱JerryC）改編自帕海貝爾D大調卡農的新古典金屬音樂。曲中包含多變的快速旋律，展現出Jerry獨特的技巧以及靈活的手指。這首作品被JerryC張貼在Google影片
上後開始在網路上廣為流傳，進而登上報章雜誌以及電視媒體。兩周內就有再改編作曲出現。

## Youtube 影片
最有名的翻奏是由南韓吉他手林正铉，網路上暱稱「Funtwo」，其在YouTube上的影片已經點閱超過九千萬人次。

## 外部連結
- YouTube上的Canon Rock (JerryC) - The Original
- YouTube上的Jerry C - YouTube Music Day (Live: Canon Rock)
- 改曲 台學生暴紅全球《搖滾卡農》電吉他激起熱潮（页面存档备份，存于） （2006年9月14日蘋果日報）
- New York Times article on Canon Rock（页面存档备份，存于）
- another New York Times article on Canon Rock（页面存档备份，存于）